# Ştefan Radu
Ştefan Daniel Radu (født 22. oktober 1986 i Bukarest, Rumænien) er en rumænsk fodboldspiller, der spiller som forsvarsspiller hos den italienske Serie A-klub S.S. Lazio. Han har spillet for klubben siden 2008. Før dette havde han startet sin seniorkarriere med fire sæsoner hos Dinamo Bukarest i sit hjemland.

## Landshold
Radu nåede i sin tid som landsholdspillere, startende i 2006 og sluttende i 2013, at spille 14 kampe dog uden at score nogle mål for Rumæniens landshold. Han debuterede for holdet i 2006 og var med i truppen til EM i 2008 i Schweiz og Østrig.